# Ismael Urzaiz
Ismael Urzaiz Aranda  (Tudela, 7 de outubro de 1971) é um ex-futebolista espanhol que atuava como atacante.

## Carreira

### Real Madrid
Iniciou sua carreira nas categorias de base do Real Madrid, atuando pelo Castilla (time B dos Merengues) entre 1989 e 1990. Pelo time principal, não chegou a jogar nenhuma partida oficial pelo Campeonato Espanhol - o único jogo foi contra o Odense BK, pela Taça dos Clubes Campeões Europeus de 1990–91. 

### Outros clubes
Emprestado a Albacete e Celta de Vigo entre 1991 e 1993, atuou em poucos jogos, com vinculo com o Real Madrid. 
Sem espaço nos merengues, defendeu ainda Rayo Vallecano, Salamanca e Espanyol. 

### Athletic Bilbao
Foi no Athletic Bilbao onde Urzaiz destacou-se, jogando 367 partidas em 11 anos de clube, marcando 116 gols. Era conhecido por sua precisão no jogo aéreo, chegando inclusive a ser considerado o maior cabeceador do futebol espanhol. Deixos os Leones em junho de 2007, e chegou a pensar em encerrar a carreira, porém uma proposta do Ajax convenceu o atacante, que assinou contrato em julho. Nos Ajacieden, reencontrou 2 compatriotas, Gabri e Albert Luque.

### Ajax
Aos 36 anos, Urzaiz, que jogou apenas 3 partidas pelo Ajax (única equipe não-espanhola que defendeu), decidiu pendurar as chuteiras ao final da temporada 2007/08.

## Seleção Espanhola
Com passagens pelas categorias de base da Seleção Espanhola entre 1987 e 1992, Urzaiz estreou pela equipe principal em outubro de 1996, contra a República Checa, em partida válida pelas eliminatórias europeias da Copa de 1998, mas o atacante foi esquecido por Javier Clemente na lista definitiva de 22 jogadores.
Convocado para a Eurocopa de 2000, jogou 4 partidas na campanha da Fúria, que capitulou nas quartas-de-final. Até 2001, o atacante disputou 25 partidas, marcando 8 gols.
Jogou também pela Seleção do País Basco, entre 1997 e 2005, disputando 7 partidas e marcando 2 gols.